# سنكونية
السِّنكُونِيَّة هي حالة مرضية ناتجة من جرعة زائدة من الكينين أو مصدره الطبيعي لحاء الكينا. يستخدم الكينين ومشتقاته طبيا لعلاج الملارية والذئبة الحمامية. يعد الكينين أحد مكونات المشروبات المنشطة وذلك بقدر ضئيل، ويعمل مضفيًا للطعم المُر. يمكن أن تحدث السنكونية من جرعات علاجية من الكينين إما من جرعة واحدة أو عدة جرعات كبيرة. يمكن أن يتسبب الكينيدين ( مضاد اضطراب النظم من الفئة 1 أ) أيضًا في ظهور أعراض التشنج مع جرعة واحدة قليلة.